# Медвеженский сельсовет
Медвеженский сельсовет — упразднённое сельское поселение в Красногвардейском районе Ставропольского края России.
Административный центр — посёлок Медвеженский.

## История
Статус и границы сельского поселения установлены Законом Ставропольского края от 4 октября 2004 год № 88-кз «О наделении муниципальных образований Ставропольского края статусом городского, сельского поселения, городского округа, муниципального района».
С 16 марта 2020 года, в соответствии с Законом Ставропольского края от 31 января 2020 г. № 8-кз все муниципальные образования Красногвардейского муниципального района были преобразованы путём их объединения в единое муниципальное образование Красногвардейский муниципальный округ.

## Население
| 1989  | 2002  | 2010  | 2011  | 2012  | 2013  | 2014  |
| ----- | ----- | ----- | ----- | ----- | ----- | ----- |
| 1507  | ↗1568 | ↘1540 | ↘1535 | ↘1510 | ↘1482 | ↘1465 |
| 2015  | 2016  | 2017  | 2018  | 2019  | 2020  |       |
| ↘1434 | ↘1413 | ↘1375 | ↘1364 | ↘1325 | ↘1296 |       |

### Национальный состав
По итогам переписи населения 2010 года проживали следующие национальности (национальности менее 1 %, см. в сноске к строке «Другие»):
| Национальность | Численность | Процент |
| -------------- | ----------- | ------- |
| Русские        | 1288        | 83,64   |
| Цыгане         | 121         | 7,86    |
| Азербайджанцы  | 46          | 2,99    |
| Греки          | 18          | 1,17    |
| Другие         | 67          | 4,35    |
| Итого          | 1540        | 100,00  |

## Состав сельского поселения
| № | Населённый пункт | Тип населённого пункта          | Население |
| - | ---------------- | ------------------------------- | --------- |
| 1 | Зерновой         | посёлок                         | ↘100      |
| 2 | Медвеженский     | посёлок, административный центр | ↗1100     |
| 3 | Новомирненский   | посёлок                         | ↘59       |
| 4 | Озерки           | посёлок                         | ↘200      |